# محمد حسن (شكي خان)
محمد حسن خان (1760 – 1831) كان الخان الخامس لشكي.

## السنوات المبكرة
وُلِد حوالي عام 1760 لمحمد حسين خان مشتاق [الإنجليزية] وقيزخانوم (ابنة النبيل آراش محمد صالح بك). أرسله والده إلى حاجي خان للتفاوض على السلام، فقام بدوره بسجنه وإرساله ليتم إعدامه على يد إبراهيم خليل خان. ومع ذلك، فقد نجا وظل مختبئًا لمدة ثلاث سنوات عندما أُرسل للمطالبة بعرشه في عام 1783، فقتل عمه وأبناء عمومته بعد غزو ناجح.

## العهد الأول
كان أحد أفعاله الأولى هو إصابة أخيه غير الشقيق فتالي بالعمى ووضعه تحت الإقامة الجبرية لأنه كان أكثر تفضيلاً لدى نبلاء آراش محل. مما دفع سليم خَان [الإنجليزية]، الأخ غير الشقيق الآخر، إلى الفرار إلى جارو بيلوكاني [الإنجليزية] في عام 1784/1785. احتل سليم خان شاكي عندما سافر محمد حسن لزيارة شاه القاجار الجديد آغا محمد في قره باغ في نوفمبر/ديسمبر من عام 1795. وبينما خسر سليم خان المعركة بالقرب من جوينوك [الإنجليزية]، أدى اعتقال محمد حسن المفاجئ من مصطفى خان دافالو (جنرال تحت قيادة آغا محمد) بتهمة الخيانة، إلى إعادة احتلال شاكي حيث سنحت الفرصة. أُعمي محمد حسن خان على يد القاجاريين وأُرسل إلى تبريز كرهينة، وفي الوقت نفسه أُعدم أبناؤه السبعة القصر على يد سليم خان.

## العهد الثاني
أعيد إلى السلطة أثناء استعادة آغا محمد للقوقاز في عام 1797. قام بعزل سليم خان في 9 مايو 1797 بمساعدة القاجاريين بينما ذكرت مصادر أخرى أنه كان مدعومًا من مُصطفى خان [الإنجليزية] من شيروان. انتهت فترة حكمه الثانية التي استمرت لمدة ثماني سنوات عندما توترت علاقته مع شيروان مرة أخرى. تم غزو ممتلكاته من سليم خان الذي كان الآن مدعومًا من مُصطفى خان [الإنجليزية]، ولكن بدلًا من القتال، سلم نفسه لمصطفى خان، الذي نجا منه وأرسل نوابًا لحكم شاكي كجزء من شيروان. وبينما أبلغ سليم خان شقيقه فتالي بهذه الخيانة، نصب السكان المحليون فتالي خان بدلاً من محمد حسن في تحدٍ لشيروان.

## السنوات اللاحقة
لقد نجا منه مصطفى خان وقضى بقية حياته في المنفى، متجولًا في خانية قوبا، والإمبراطورية العثمانية، وإيران القاجارية، وداغستان لجمع الدعم. وفي وقت لاحق، سار على جيوش خانات غازي قمخ نحو شاكي دون جدوى، واستقر في النهاية في تبليسي مع ابنه، وحصل على معاش شهري قدره 150 روبل. ومع ذلك فقد نُفي مرة أخرى إلى خاركوف وأستراخان من السلطات الروسية للاشتباه في ارتباطه بثورة شاكي عام 1814. توفي سنة 1831 ودُفن في مسجد شاكي خان.

## العائلة
كان لديه ما لا يقل عن 8 زوجات وبعض المشاكل معهن:
1. خيرانيسا خانوم (ابن عم)
  1. توتي آغا - متزوجة من إسماعيل خان دمبولي (ابن جعفر قولي خان دمبولي [الإنجليزية])
2. هوري خانوم (أخت فتالي خان )
  1. عبدالله آغا
  2. مدينة خانوم
3. جواهر خانوم ( ليزجي )
  1. عبد الرحمن آغا
4. زيبا خانوم ( أوْدي [الإنجليزية] أو أرمني اعتنق الإسلام)
  1. هاشم آغا
  2. فرحة خانوم
  3. أمينة خانوم
5. جولاندام خانوم (يهودي جبلي اعتنق الإسلام )
6. مريم خانوم ( جورجية اعتنقت الإسلام )
7. شوكوفا خانوم (جورجي)
  1. تيلي خانوم
8. بادي سبع خانوم (جورجي)
  1. زينب خانوم
9. زوجات أخريات لديهن مشاكل:
  1. كافيا خانوم
  2. آسيا خانوم
  3. صدري خانوم

وبالإضافة إلى هؤلاء، كان لديه ما لا يقل عن 7 أبناء آخرين تم إعدامهم في طفولتهم.